# Afghanicenus nuristanicus
Afghanicenus nuristanicus är en skalbaggsart som först beskrevs av Heyrovský 1946.  Afghanicenus nuristanicus ingår i släktet Afghanicenus och familjen långhorningar.
Artens utbredningsområde är Afghanistan. Inga underarter finns listade i Catalogue of Life.